# Zona Costeira Brasileira
A Zona Costeira Brasileira é uma unidade territorial, definida em legislação para efeitos de gestão ambiental, que se estende por 17 estados e acomoda mais de 400 municípios distribuídos do norte equatorial ao sul temperado do Brasil..
Na região norte do Brasil o material particulado em suspensão, oriundo da Bacia Amazônica e dos sistemas estuarinos do Maranhão, origina fundos ricos em matéria orgânica. Esse tipo de hábitat oferece boas condições de alimento para peixes de fundo e camarões explorados pela pesca industrial e artesanal.
A região costeira do Amapá e o setor ocidental da região costeira do Pará é denominada golfo Marajoara. Mais da metade dos manguezais brasileiros concentram-se nesta região. É uma área de baixa densidade demográfica.
Os hábitats marinhos da região nordeste do Brasil são típicos de áreas tropicais e caracterizam-se pela grande diversidade biológica. Há recifes de coral e de algas calcárias, praias arenosas interrompidas por falésias, arrecifes de arenito e pequenos sistemas estuarino-lagunares margeados por manguezais. A alta ocupação urbana, o turismo, sobrepesca, obras portuárias, mineração e ocupação de áreas de manguezais para a carcinocultura, impactam a região.
A Região Costeira Central assemelha-se à Região Costeira do Nordeste, porém com maiores flutuações climáticas. Na parte sul desta região, ocorre a ressurgência de Cabo Frio, e a temperatura na parte próxima à costa pode baixar até 16 °C. Este evento natural torna esta região extremamente produtiva.
A Plataforma Continental estende-se desde 10 km próximo a Salvador, até cerca de 190 km ao sul da Bahia, devido à ocorrência dos Bancos de Abrolhos onde predominam fundos de algas calcárias e de recifes de coral. Na área mais próxima da costa, predominam praias arenosas, estuários e baías margeadas por manguezais.
A região sul do Brasil, na faixa subtropical da costa brasileira, localiza-se entre o litoral norte do Rio de Janeiro e o litoral do Rio Grande do Sul. Há aí grande variabilidade sazonal das condições climáticas, pela confluência da corrente do Brasil com a corrente das Malvinas, e da hidrografia da plataforma: drenagem continental do Rio da Prata, da Lagoa dos Patos e do Complexo Estuarino Paranaguá-Cananeia. O assoalho marinho da plataforma continental é predominantemente arenoso.
Costões rochosos, praias arenosas, restingas, manguezais, baías e lagoas costeiras são ambientes comuns junto à linha de costa. A maior praia do mundo (Praia do Cassino) tem cerca de 200 km de extensão entre a saída da Lagoa dos Patos e o Chuí. Todos estes ecossistemas são importantes do ponto de vista ecológico e sócio-econômico (pesca, turismo e transporte). Várias unidades de conservação foram estabelecidas neste litoral e ajudam na preservação da biodiversidade marinha.
O último manguezal ao sul é na foz do rio Araranguá, em Laguna, Santa Catarina. O trecho entre Laguna e o Arroio Chuí, no Rio Grande do Sul, é constituído por planícies arenosas que isolam grandes brejos e lagunas intercomunicantes chamadas de banhados. Há grandes lagunas como a dos Patos e a Mirim e outras de pequeno tamanho, muitas das quais se comunicam com o mar por canais estreitos e rasos. Os banhados, importantes áreas úmidas litorâneas, abrigam uma rica avifauna, com várias espécies endêmicas.
Há três tipos de ilhas na costa brasileira. A maioria delas resulta do afogamento da costa, sendo, portanto, prolongamentos dos tipos de relevos litorâneos, de suas geologias e demais condicionantes tectônicas que determinam os ecossistemas.
- ilhas que são cristas emersas das porções afogadas da serra do mar
- ilhas sedimentares de baixa altitude: A Ilha Comprida do litoral paulista é um segmento de restinga isolado pelo mar
- ilhas oceânicas, resultantes de fenômenos de vulcanismo que soergueram do fundo atlântico, como Fernando de Noronha e o Atol das Rocas, que são, por isso mesmo, completamente desvinculadas do relevo continental brasileiro. Embora semelhantes aos do continente, o isolamento funciona como barreira geográfica afetando o surgimento e distribuição de espécies. Por isso, nas ilhas oceânicas podemos encontrar endemismo. Na ilha de Trindade, por exemplo, ocorrem a samambaia-gigante (Cyathea copeland) e algumas aves, como a pardela (Pterodroma arminjonina) e o tesourão (Fregata ariel trindatis).
- Ecossistemas comuns de se observar área legal da zona costeira:
  - sistemas lagunares;
  - manguezais e marismas;
  - costões e fundos rochosos;
  - recifes de coral e de arenito;
  - bancos de algas calcárias;
  - plataformas arenosas;
  - praias (arenosas e lodosas) e falésias;
  - dunas e cordões arenosos;
  - ilhas costeiras e oceânicas;
  - estuários e lagoas costeiras;
  - restingas.
- Ecossistemas comuns de se observar nas ilhas:
  - restingas
  - mangues
  - costões rochosos
  - dunas
  - lagunas
  - brejos